# Sporvej
 Der er for få eller ingen kildehenvisninger i denne artikel, hvilket er et problem. Du kan hjælpe ved at angive troværdige kilder til de påstande, som fremføres i artiklen.

En sporvej er et trafikanlæg, hvorpå der kører sporvogne. Sporvejsspor er modsat jernbanespor ofte nedsænket i offentlig vej, enten i egne kørebaner eller i blandet trafik; sporveje anlagt i eget areal, hurtigsporveje, har dog siden transportmidlets fremkomst eksisteret parallelt med gadesporveje, og stort set alle sporvejssystemer i verden indeholder begge typer tracé.
Sporveje i blandet trafik kaldes normalt gadesporveje. Såfremt sporvognen fremføres i egne kørebaner eller et afskærmet sporareal på offentlig vej, ses også betegnelsen hurtigsporveje, der dog mest anvendes om sporveje på egen tracé, dvs. eget sporareal forløbende uafhængigt af offentlige veje.
I Danmark har sporveje i eget areal i offentlig vej været hyppigt forekommende, om end drift i blandet trafik med de øvrige gadekøretøjer har været det almindeligste. Sporveje på egentligt eget areal har været forholdsvis sjældne, hvorfor den fagsproglige betegnelse hurtigsporvej herfor ofte ses erstattet med det tyske Überlandstrassenbahn eller siden 1990'erne med det engelskinspirerede letbane, bl.a. fordi den danske terminologi på området ikke har været bredt anvendt siden nedlæggelsen af de danske sporvejssystemer.
For tiden er Albanien, Island, Kosovo, Litauen, Malta, Moldova, Montenegro, Nordmakedonien og Slovenien de eneste større lande i Europa, der ikke har letbaner/sporveje længere, men i fortiden havde de nævnt lande sporvejes systemer og netværker.
Navnet sporvej er også ofte brugt om de selskaber, der driver (drev) sporvejstrafik.

## Teknik
Sporveje, herunder hurtigsporveje/letbanesystemer er i stand til at håndtere større hældninger (10%) end jernbaner (2,5%) og kurver så skarpe, at der kan køres rundt om gadehjørner (radius min. 16-25 m). De bruges typisk i bymæssige områder, hvor der er brug for et højklasset supplement til S-baner. De har i nyere tid også fundet anvendelse til revitalisering af nedlægningstruede sidebaner eller på landbaner imellem provinsbyer.
I byerne tilbyder de ofte en hyppig drift, hvor hver sporvogn kan tage 150-350 passagerer. Sporvogne er godkendt til gadekørsel og derfor udrustet med lys og spejle som på andre gadekøretøjer. De har en markant bedre bremseevne end tog (41 m fra 60 km/t).
Generelt er sporveje elektrificerede, typisk ved hjælp af køreledninger.
I enkelte tilfælde ses elektriske gadesystemer med tredje strømskinne i gaden (Bordeaux), hvor en elektrisk sikret strømskinne er placeret i mellem skinnerne. Erfaringerne er blandede.

## Mulige traceformer for sporveje
- På veje i samfærdsel med biltrafikken (gadesporvej).
- I eget åbent tracé på offentlig vej, adskilt fra biltrafikken, men hvor de bløde trafikanter kan passere sporet. Denne type sporvej kan benævnes både gade- og hurtigsporvej (letbane).
- I eget lukket tracé, hvor baneanlægget er helt eller delvist afskærmet for passage. Det kan være afskærmet med hegn, autoværn, tæt buskads, rækværk eller blot kæder. Benævnes hurtigsporvej eller evt. letbane.
- I kollektivgader, hvor biler kun må køre ærindekørsel. Gaden er her primært forbeholdt kollektiv trafik og de bløde trafikanter. Et eksempel på gadesporvej.
- I miljøgader og over pladser, kun sammen med bløde trafikanter i gågadelignende miljøer.
- På højbaner
- I tunnelafsnit (eventuelt sammen med metrotog)
- Særlige to-systems sporvogne kan også køre sammen med traditionelle tog på jernbaner (tram-train-system).

Sporveje, herunder letbaner, er billigere at bygge end jernbaner og metro, da infrastrukturen kan følge eksisterende veje og gader med kurver og bakker. Tunnel- og højbaneanlæg kan derfor spares.

## Sporveje i bycentre
Sporvej i tætbebyggede områder kræver, at pladsen tages fra vejnettets kapacitet, såfremt der anlægges gadesporvej. På trods heraf øges gadens transportkapacitet væsentligt, idet to spor (med en bredde som to bilbaner) har en passagerkapacitet, der svarer til 6 bilbaner eller mere (afhængigt af fremkommeligheden på bilvejen). Samtidig mindskes støj- og luftforureningen.
Centrale tunnelstrækninger er bygget nogle steder i Tyskland i 1970-80'erne, f.eks. i Hannover, Köln, Bielefeld, Essen og Duisburg. Sporvejstunneler eller udvidelse af gader ved hjælp af nedrivninger i tæt bebyggelse anlægges normalt ikke mere af hensyn til biltrafikken, da anlægsprisen nærmer sig metropriser, og generne fra byggeriet er meget store. Desuden går den politiske vilje i dag mere i retning af at indskrænke privatbilismens kapacitet i storbyområder frem for at opretholde den.
Sporvejsanlæggets arealbehov i en trafikkoridor (en eller flere paralleltløbende gader/veje) lægger beslag på cirka 10% af det samlede vejareal, hvilket ofte kan hentes fra gadeparkering og rabatter. Da bydele med sporvejsbetjening normalt oplever et fald i biltrafikken på cirka 20%, vil korridorens trafikbelastning og dermed køkørsel mindskes på trods af sporvejen. Investeringer til modvirkning af den mindre transportkapacitet på vejnettet er derfor normalt unødvendige.

## Planer om sporveje i Danmark
Mens der for Københavns centrum er blevet bygget en minimetro, går debatten i de øvrige danske storbyer om, hvorvidt der skal indføres sporvogne, herunder strækninger med gadesporvej såvel som hurtigsporvej (letbane). I Aarhus og i Odense har man opført letbaner og Aalborg har også haft planer, ligesom man i marts 2007 fremkom med ønsket om en sporvogn i Frederikshavn, i første omgang langs den lange kyststrækning, men denne plan vandt aldrig gehør. Herudover er der forslag om en sporvej i eget areal som løsning i Ring 3-korridoren omkring København.

### Aarhus
Aarhus Letbane startede op 21. december 2017, den såkaldte etape 1. Herudover er der været forslag til flere etaper, bl.a. vest igennem Brabrand, som måske skal videreføres langs Silkeborgvej til Silkeborg.

### Odense
Odense Letbane forventes færdigt i slutningen af 2020. Man har planer om at bygge et nyt sygehus syd for Syddansk Universitet. Tankerne er i første omgang at bygge en sporvej fra Odense Banegård ud til dette område. Herefter kan andre sporveje etableres fra centrum til yderkanten af byen. I modsætning til Aarhus vurderes det ikke at blive relevant at fortsætte linjer til byer uden for Odense.

### Omkring København
I forbindelse med Infrastrukturkommissionens arbejde blev det skønnet, at der omkring Ring 3, vil være behov for at etablere skinnebårne trafikløsninger. En række kommuner har på den baggrund fået udarbejdet nogle konkrete forslag til en sporvejsløsning i eget vejareal langs Ring 3. Grundforslaget er en sporvej fra Lundtofte i nord via Kongens Lyngby (her muligvis som gadesporvej), Herlev og Glostrup til enten Ishøj eller Brøndby Strand i syd. Sporvejen skal fremføres som gadesporvej i eget areal i midten af eller langs eksisterende veje. Der er i rapporten arbejdet med 25 stoppesteder mellem Lundtofte og Brøndby Strand, hvilket giver en køretid på 41 minutter. DSB har som alternativ foreslået en såkaldt S-letbane med medbenyttelse af S.togsstrækninger, som kan give op til 20% kortere rejsetid. Denne løsning vil kunne integreres i S-banen mellem Vallensbæk og Køge, og dermed give forbindelse til Vestegnen og Lyngby uden skift.

## Sporvejsselskaber
- Københavns Sporveje
- Århus Sporveje
- Odense Sporvej
- Flensborg Sporveje